# Liparetrus parvidens
Liparetrus parvidens är en skalbaggsart som beskrevs av Macleay 1886. Liparetrus parvidens ingår i släktet Liparetrus och familjen Melolonthidae. Inga underarter finns listade i Catalogue of Life.